# Mitreo della Planta Pedis

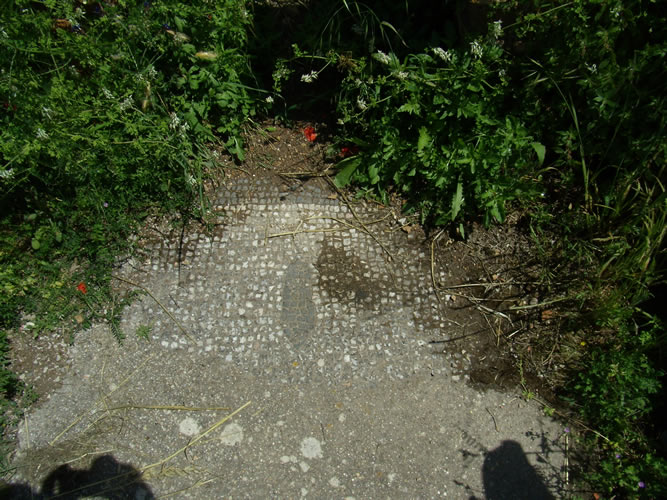
Fußabdruck auf Mosaik

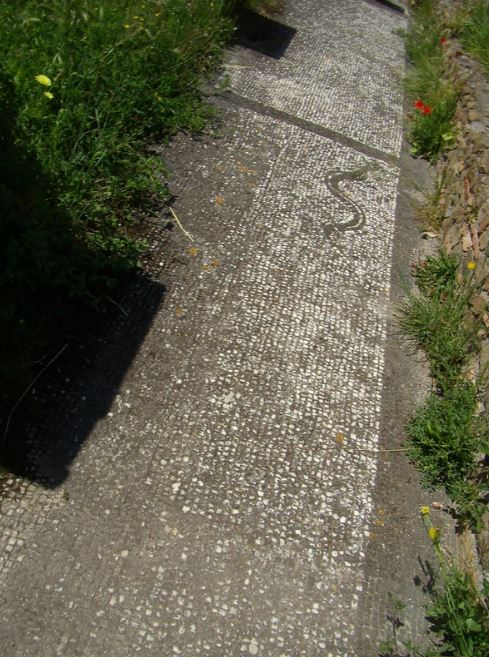
Schlange auf Mosaik

Das Mitreo della Planta Pedis (Mithräum des Fußabruckes) befindet sich in Ostia (III, XVII, 2) und wurde in der 2. Hälfte des 2. Jahrhunderts n. Chr. in ein Haus hadrianischer Zeit hineingebaut. Das Mithräum besteht aus einem Saal mit drei Schiffen, die durch Pfeiler getrennt sind. Das Mithräum fällt vor allem durch seinen ungewöhnlichen Mosaikschmuck auf. Das schwarzweiße Mosaik auf dem Fußboden des Mittelschiffes zeigt zwei große Felder, die von schwarzen Leisten gerahmt werden. Das Feld neben dem Eingang zeigt eine Schlange und einen Fußabdruck, der dem Heiligtum seinen modernen Namen gab. Der Fußabdruck stellt den des Mithras dar. Die Reste eines Fußbodens unter dem Mosaik zeigen ebenfalls einen Fußabdruck. Das zweite Feld, das dem Altar naheliegt, ist dagegen leer.
Am hinteren Ende der Halle befindet sich die Kultnische, hier fanden sich noch Teile der Reliefs, die sie einst schmückten. Davor fanden sich ein Altar und ein einfaches Mosaik mit geometrischen Mustern. Im Mithräum kamen zahlreiche Inschriften zutage. Ein Mamorfragment nennt zwei nicht mit Namen genannte Kaiser, den unbesiegbaren Mithras und einen gewissen Florius Hermadio als Stifter. Andere Inschriften nennen einen gewissen Hermes, der Sklave des Marcus Iulius Eunicus war, und einen gewissen Marcus Umbilius Criton.